# Microcharon stygius
Microcharon stygius är en kräftdjursart som först beskrevs av Stanko Karaman1933.  Microcharon stygius ingår i släktet Microcharon och familjen Microparasellidae. Inga underarter finns listade i Catalogue of Life.